# 가리 호드리게스
가리 멘드스 호드리게스(포르투갈어: Garry Mendes Rodrigues, 1990년 11월 27일 ~ )는 네덜란드에서 태어난 카보베르데의 축구 선수로 현재 튀르키예 쉬페르리그의 앙카라귀쥐에서 윙어로 활동 중이다.